# Parťáci (seriál)
Parťáci (v anglickém originále Partners) je americký komediální televizní seriál, který vznikl v roce 2012 na televizní kanálu NBC. Ústřední role ztvárnili David Krumholtz, Michael Urie, Sophia Bushová a Brandon Routh.

## Synopse
Joe a Louis jsou kamarádi od dětství a nyní jako vlastní malou projekční kancelář na Manhattanu. Zatímco Joe je jako architekt racionální a chladnokrevný, gay Louis je naopak emocionální a velmi spontánní. Joe se právě zasnoubil s Ali, která provozuje malé klenotnictví. Louis má partnera Wyatta, který pracuje jako zdravotník. Pro Louise je těžké se vyrovnat, že jeho nejlepší kamarád nyní bude mít vlastní domácnost a vlastní soukromý život.

## Obsazení
| David Krumholtz | Joe Goodman               |
| Michael Urie    | Louis McManus             |
| Sophia Bushová  | Ali Landow                |
| Brandon Routh   | Wyatt Plank               |
| Tracy Vilar     | sekretářka Ro-Ro          |
| Jillian Bell    | Renata, Aliina sestřenice |